# Lista światowego dziedzictwa UNESCO w Nowej Zelandii
Lista światowego dziedzictwa UNESCO w Nowej Zelandii – lista miejsc w Nowej Zelandii wpisanych na listę światowego dziedzictwa UNESCO, ustanowionej na mocy Konwencji w sprawie ochrony światowego dziedzictwa kulturowego i naturalnego, przyjętej przez UNESCO na 17. sesji w Paryżu 16 listopada 1972 i ratyfikowanej przez Nową Zelandię 22 listopada 1984 roku.
Obecnie (stan na 2022 rok) na liście znajdują się trzy obiekty: dwa o charakterze przyrodniczym i jeden o charakterze przyrodniczo-kulturowym.
Na nowozelandzkiej liście informacyjnej UNESCO – liście obiektów, które Nowa Zelandia zamierza rozpatrzyć do zgłoszenia do wpisu na listę światowego dziedzictwa – znajduje się 8 obiektów (stan na 2022 rok).

## Obiekty na liście światowego dziedzictwa UNESCO
Poniższa tabela przedstawia nowozelandzkie obiekty na liście światowego dziedzictwa UNESCO:
Nr ref. – numer referencyjny UNESCO
Obiekt – polskie tłumaczenie nazwy wpisu na liście wraz z jej angielskim oryginałem
Położenie – region, wyspa; współrzędne geograficzne
Typ – klasyfikacja według Komitetu Światowego Dziedzictwa:
- kulturowe (K)
- przyrodnicze (P)
- kulturowo-przyrodnicze (K,P)

Rok wpisu – roku wpisu na listę i rozszerzenia wpisu
Opis – krótki opis obiektu wraz z informacjami o jego zagrożeniu.
| Nr ref. | Obiekt                                                                  | Zdjęcie | Położenie                                                                     | Typ                  | Rok       | Opis |
| ------- | ----------------------------------------------------------------------- | ------- | ----------------------------------------------------------------------------- | -------------------- | --------- | --- |
| 877     | Wyspy subantarktyczne Nowej Zelandii New Zealand Sub–Antarctic Islands  |         | Subantarktyka 50°45′00″S 166°06′14″E/-50,750000 166,103889                    | P (ix)(x)            | 1998      | Grupa pięciu wysepek położonych na Oceanie Południowym, na południowy wschód od Nowej Zelandii. Charakteryzuje je duża bioróżnorodność. Zidentyfikowano tutaj 126 gatunków ptaków. |
| 551     | Rezerwat przyrody Te Wahiponamu Te Wahipounamu – South West New Zealand |         | West Coast, Wyspa Południowa 44°00′50,0″S 169°00′03,3″E/-44,013881 169,000911 | P (vii)(viii)(ix)(x) | 1990      | Rezerwat przyrody, na który składają się 4 parki narodowe: Fiordland National Park, Park Narodowy Góry Cooka, Mount Aspiring National Park oraz Westland Tai Poutini National Park. Zajmują powierzchnię 1 725 437 ha. Występuje tutaj 15 fiordów, szereg jezior polodowcowych oraz moreny. |
| 421     | Park Narodowy Tongariro Tongariro National Park                         |         | Waikato, Wyspa Północna 39°12′00,0″S 175°35′00,0″E/-39,200000 175,583330      | K, P (vi)(vii)(viii) | 1990 1993 | Najstarszy park narodowy Nowej Zelandii utworzony w 1887 roku. Jego powierzchnia wynosi 795,98 km². Na terenie parku znajdują się zarówno aktywne, jak i wygasłe wulkany oraz różnorodne ekosystemy.                                                                                        |

## Obiekty na nowozelandzkiej liście informacyjnej UNESCO
Poniższa tabela przedstawia obiekty na nowozelandzkiej liście informacyjnej UNESCO:
Nr ref. – numer referencyjny UNESCO
Obiekt – polskie nazwa obiektu wraz z jej angielskim oryginałem na nowozelandzkiej liście informacyjnej
Położenie – region, wyspa; współrzędne geograficzne
Typ – klasyfikacja według zgłoszenia:
- kulturowe (K)
- przyrodnicze (P)
- kulturowo-przyrodnicze (K,P)

Rok wpisu – roku wpisu na listę informacyjną
Opis – krótki opis obiektu wraz z informacjami o jego zagrożeniu.
| Nr ref. | Obiekt | Zdjęcie | Położenie | Typ                         | Rok  | Opis |
| ------- | --- | ------- | --- | --------------------------- | ---- | --- |
| 5120    | Pola wulkaniczne wyspy Auckland Auckland Volcanic Fields                                                                            |         | Subantarktyka 50°41′24″S 166°04′48″E/-50,690000 166,080000                                                                    | K, P (ii)(iii)(iv)(v)(viii) | 2007 | Wpis obejmuje pozostałości wulkaniczne na wyspie Auckland. Ostatnia erupcja wulkanu w tym rejonie miała miejsce 600 lat temu. Wyspa jest niezamieszkana.                                                                                              |
| 5121    | Wody i dno morskie Fiordlandu Waters and seabed of Fiordland (Te Moana O Atawhenua)                                                 |         | Southland, Wyspa Południowa 45°25′42,0″S 167°21′44,2″E/-45,428331 167,362289                                                  | P (vii)(viii)(ix)(x)        | 2007 | Największy park narodowy w Nowej Zelandii. Znajduje się tutaj 15 fiord. Większość z nich ma głębokość 200–300 metrów. Najdłuższy z nich mierzy 19 km długości.                                                                                        |
| 5122    | Kahurangi National Park, Farewell Spit oraz Kanaański system krasowy Kahurangi National Park, Farewell Spit and Canaan karst system |         | West Coat, Tasman, Wyspa Południowa 41°15′00″S 172°07′00″E/-41,250000 172,116667 40°31′00″S 172°52′00″E/-40,516667 172,866667 | P (vii)(viii)(ix)(x)        | 2007 | Park narodowy został utworzony w 1996 roku. Jego powierzchnia wynosi 4520 km². Na terenie parku narodowego kręcono sceny trylogii filmowej Władca Pierścieni.                                                                                         |
| 5123    | Historyczna dzielnica Kerikeri Kerikeri Basin historic precinct                                                                     |         | Northland, Wyspa Północna 35°13′12″S 173°58′12″E/-35,220000 173,970000                                                        | K (ii)(iii)(iv)(v)(vi)      | 2007 | Miasto zostało założone w 1819 roku i jest najstarszą zachowaną osadą założoną przez Europejczyków w Nowej Zelandii. W 1836 roku wybudowano tutaj kamienny klasztor, który jest najstarszym budynkiem wybudowanym z kamienia w całym kraju.           |
| 5124    | Wyspy Kermadec i rezerwat morski Kermadec Islands and Marine reserve                                                                |         | Wyspy Kermadec 29°16′37″S 177°55′24″W/-29,276944 -177,923333                                                                  | P (vii)(viii)(ix)(x)        | 2007 | Grupa wysp wulkanicznych położonych na północny wschód od Nowej Zelandii. W 1788 roku przypłynęli tutaj Europejczycy. W 1886 roku wyspy zostały anektowane przez Wielką Brytanię oraz włączone w granice Nowej Zelandii.                              |
| 5125    | Zabytkowa dzielnica Napier Art Deco Napier Art Deco historic precinct                                                               |         | Hawke’s Bay, Wyspa Północna 39°29′26″S 176°55′16″E/-39,490556 176,921111                                                      | K (ii)(iv)(vi)              | 2007 | Miasto portowe na wschodnim wybrzeżu Wyspy Północnej. 3 lutego 1931 roku miało tutaj miejsce trzęsienie ziemi o sile 7,8 stopni w skali Richtera, w wyniku którego zginęło 162 mieszkańców. Jedna z dzielnic miasta jest wybudowana w stylu Art déco. |
| 5126    | Wyspy północno-wschodnie Whakarua Moutere (North East Islands)                                                                      |         | Northland, Wyspa Północna 37°40′00″S 177°00′00″E/-37,666667 177,000000                                                        | P (vii)(viii)(ix)(x)        | 2007 | Grupa 8 wysp położonych na północno-wschodnim wybrzeżu Wyspy Północnej. Wszystkie są niezamieszkane. |
| 5127    | Historyczny obszar Traktatu Waitangi Waitangi Treaty Grounds historic precinct                                                      |         | Northland, Wyspa Północna 35°15′58″S 174°04′48″E/-35,266111 174,080000                                                        | K (i)(ii)(iii)(iv)(vi)      | 2007 | Miasto Waitangi jest znane jako miejsce podpisania traktatu Waitangi. Historyczny obszar ma powierzchnię 4,8 ha. |